# Anthidium bischoffi
Anthidium bischoffi är en biart som beskrevs av Mavromoustakis 1954. Anthidium bischoffi ingår i släktet ullbin, och familjen buksamlarbin. Inga underarter finns listade i Catalogue of Life.